# سویاتوسلاو واکارچوک
سویاتوسلاو واکارچوک (اوکراینی: Святослав Іванович Вакарчук، متولد ۱۴ مه ۱۹۷۵) نوازنده، سیاستمدار و فعال عمومی اوکراینی است. او خواننده اصلی گروه Okean Elzy، یک گروه راک در اوکراین است. واکارچوک عضو سابق پارلمان اوکراین، و بنیانگذار حرب صدا است (در ماه مه 2019).
واکارچوک تأیید کرد در حمایت از فعالیت انقلاب نارنجی و یورومیدان-اعتراض است، و در بسیاری از پروژه‌های اجتماعی و فرهنگی حاضر است. وی یکی از موفق‌ترین موسیقی دانان در اوکراین است و دارای مدرک دکترای فیزیک نظری است.
واکارچوک فرزند ایوان واکارچوک، استاد فیزیک دانشگاه لووف و وزیر آموزش و علوم اوکراین است.

## زندگی‌نامه
واکارچوک در غرب شهرستان اوکراین شهر موکاچفو متولد شد. مادر و پدر او هر دو استاد فیزیک دانشگاه بودند. پدر وی ایوان واکارچوک وزیر آموزش و پرورش سابق اوکراین است.